# Blakeney, Gloucestershire
Blakeney är en ort i Storbritannien.   Den ligger i grevskapet Gloucestershire och riksdelen England, i den södra delen av landet, 160 km väster om huvudstaden London. Blakeney ligger 47 meter över havet och antalet invånare är 801.
Terrängen runt Blakeney är huvudsakligen platt, men norrut är den kuperad. Runt Blakeney är det ganska tätbefolkat, med 230 invånare per kvadratkilometer. Närmaste större samhälle är Gloucester, 18,9 km nordost om Blakeney. Trakten runt Blakeney består i huvudsak av gräsmarker.